# Hexokinase 3
Hexokinase 3 (auch bekannt als HK3) ist ein Enzym aus der Gruppe der Hexokinasen, das beim Menschen vom HK3-Gen auf Chromosom 5 codiert wird. Hexokinasen phosphorylieren Glucose unter Bildung von Glucose-6-phosphat (G6P) und bildet ersten Schritt in den meisten Glucosestoffwechselwegen. Das HK3-Gen codiert für Hexokinase 3. Ähnlich wie die Hexokinasen 1 und 2 wird die Hexokinase 3 als allosterisches Enzym durch sein Produkt Glucose-6-Phosphat inhibiert.

## Struktur
HK3 ist eine von vier hoch homologen Hexokinase-Isoformen in Säugetierzellen. Dieses Protein hat ein Molekulargewicht von ungefähr 100 kDa und besteht aus zwei sehr ähnlichen 50 kDa-Domänen an seinen N- und C-terminalen Enden. Die hohe Ähnlichkeit mit einer 50-kDa-Hexokinase (GCK) und dessen Existenz legen nahe, dass die 100-kDa-Hexokinasen über Genduplikation und Tandem-Ligation von einem 50-kDa-Vorläufer abstammen.
Wie bei HK1 besitzt nur die C-terminale Domäne eine katalytische Fähigkeit, wohingegen vorhergesagt wird, dass die N-terminale Domäne Glucose- und G6P-Bindungsstellen sowie eine Region mit 32 Resten enthält, die für eine ordnungsgemäße Proteinfaltung wesentlich ist. Darüber hinaus hängt die katalytische Aktivität von der Wechselwirkung zwischen den beiden terminalen Domänen ab. Im Gegensatz zu HK1 und HK2 fehlt HK3 eine mitochondriale Bindungssequenz am N-Terminus.

## Funktion
Als cytoplasmatische Isoform der Hexokinase und Mitglied der Zuckerkinasefamilie katalysiert HK3 den geschwindigkeitsbestimmenden und ersten obligatorischen Schritt des Glucosestoffwechsels, nämlich die ATP-abhängige Phosphorylierung von Glucose zu G6P. Physiologische G6P-Konzentrationen können diesen Prozess regulieren, indem sie HK3 als negative Rückkopplung hemmen, obwohl anorganisches Phosphat die G6P-Hemmung lindern kann. Anorganisches Phosphat kann HK3 auch direkt regulieren und die Doppelregulation passt möglicherweise besser zu seinen anabolen Funktionen. Durch die Phosphorylierung von Glucose verhindert HK3 effektiv, dass Glucose die Zelle verlässt und bindet so Glucose an den Energiestoffwechsel. Im Vergleich zu HK1 und HK2 besitzt HK3 eine höhere Affinität zu Glucose und bindet das Substrat auch auf physiologischem Niveau, obwohl diese Bindung durch intrazelluläres ATP abgeschwächt werden kann. Einzigartig ist, dass HK3 in hohen Konzentrationen durch Glucose gehemmt werden kann. HK3 reagiert auch weniger empfindlich auf die G6P-Hemmung.
Trotz seiner fehlenden mitochondrialen Assoziation schützt HK3 die Zelle auch vor Apoptose. Eine Überexpression von HK3 hat zu erhöhten ATP-Konzentrationen, einer verringerten Produktion reaktiver Sauerstoffspezies (ROS), einer abgeschwächten Verringerung des Mitochondrienmembranpotentials und einer verbesserten Mitochondrienbiogenese geführt. Insgesamt kann HK3 das Überleben der Zellen fördern, indem es die ROS-Werte kontrolliert und die Energieproduktion steigert. Derzeit ist nur bekannt, dass Hypoxie die HK3-Expression über einen HIF-abhängigen Weg induziert. Die induzierbare Expression von HK3 zeigt seine adaptive Rolle bei Stoffwechselvorgängen auf Veränderungen in der zellulären Umgebung.
Insbesondere wird HK3 in Geweben ubiquitär exprimiert, wenn auch in relativ geringer Häufigkeit. Höhere Häufigkeiten an HK3 wurden im Lungen-, Nieren- und Lebergewebe angegeben. In Zellen lokalisiert sich HK3 im Cytoplasma und bindet möglicherweise an die Kernhülle. HK3 ist die vorherrschende Hexokinase in myeloischen Zellen, insbesondere Granulozyten.

## Klinische Bedeutung
HK3 wird in malignen follikulären Schilddrüsenknoten überexprimiert. In Verbindung mit Cyclin A und Galectin-3 könnte HK3 als diagnostischer Biomarker für das Screening auf Malignität bei Patienten verwendet werden. Es wurde festgestellt, dass HK3 bei Patienten mit akuter myeloischer Leukämie (AML) und Promyelozytenleukämie (M3) unterdrückt ist.
Es ist bekannt, dass der Transkriptionsfaktor PU.1 die Transkription des anti-apoptotischen BCL2A1-Gens direkt aktiviert oder die Transkription des p53-Tumorsuppressors hemmt, um das Zellüberleben zu fördern und dass er auch die HK3-Transkription während der Differenzierung von Neutrophilen direkt aktiviert, um das kurzfristige Zellüberleben von reifen Neutrophilen zu unterstützen. Zu den Regulatoren, die die HK3-Expression in AML unterdrücken, gehören PML, RARA und CEBPA. In Bezug auf die akute lymphatische Leukämie (ALL) ergab eine funktionelle Anreicherungsanalyse, dass HK3 ein Schlüsselgen ist und legt nahe, dass HK3 die anti-apoptotische Funktion mit HK1 und HK2 teilt.